# Gamma-butirrolattone
Il gamma-butirrolattone (chiamato anche gamma-Butyrolactone, γ-Butirrolattone, GBL o butirrolattone) è un liquido igroscopico incolore e miscibile con acqua con un odore caratteristico. È il più semplice di lattoni a 4 atomi di carbonio.
Viene utilizzato principalmente come intermedio nella produzione di altri prodotti chimici, come ad esempio il 1-metil-2-pirrolidone. Negli esseri umani il GBL agisce come profarmaco per l'acido γ-idrossibutirrico (GHB), con effetti simili ai barbiturici ed è classificato come stupefacente dalla legislazione italiana (dal D.M. 28 marzo 2002 del Ministero della Salute).

## Dove si trova
Il GBL è stato trovato in estratti di campioni di vini non adulterati. Questa scoperta indica che il GBL è un componente naturale in alcuni vini e può essere presente in prodotti simili. La concentrazione rilevata era di circa 5 µg/mL ed è stata facilmente osservata utilizzando una semplice tecnica di estrazione seguita dall'analisi GC/MS. Il GBL può essere trovato negli aromi del formaggio ma in genere si traduce in un contenuto di 0,0002% GBL nel cibo finale.

## Produzione e sintesi
Il γ-butirrolattone viene prodotto industrialmente mediante deidrogenazione dell'1,4-butandiolo a una temperatura di 180–300 °C e pressione atmosferica in presenza di un catalizzatore di rame.
La resa di questo processo è di circa il 95%. La purificazione avviene con estrazione in fase liquido-gas.
In laboratorio può essere ottenuto anche mediante ossidazione del tetraidrofurano (THF), ad esempio con bromato di sodio acquoso bromato di sodio. Un percorso alternativo procede dal GABA tramite un sale di diazonio.